# Dietrich Graue
Dietrich Michael Christian Graue (* 29. September 1866 in Kirchhuchting; † nach 1936) war ein deutscher evangelischer Theologe und Politiker (Fortschrittliche Volkspartei, DDP, DStP).

## Leben
Graue wurde als Sohn eines Theologen und späteren Superintendenten geboren. Nach dem Schulbesuch studierte er Theologie an den Universitäten in Jena, Leipzig und Berlin. Er arbeitete von 1891 bis 1893 als Hauslehrer in Livland, wurde 1894 Hilfsprediger in Weimar und war danach als Landpfarrer in Thüringen tätig, von 1895 bis 1898 in Empfertshausen und von 1898 bis 1901 in Großkromsdorf. Von 1901 bis 1910 arbeitete er als Pfarrer in Brandenburg an der Havel. Danach wirkte er bis 1936 als Pfarrer an der Kirche St. Marien in Berlin.
Graue war von 1913 bis 1918 für die Fortschrittliche Volkspartei Mitglied des Preußischen Abgeordnetenhauses. Nach der Novemberrevolution trat er in die DDP ein, deren Parteiausschuss er von 1919 bis 1922 sowie von 1925 bis 1930 angehörte. Von 1924 bis 1932 war er Mitglied des Preußischen Landtages (seit 1930 als Abgeordneter der Deutschen Staatspartei). Engagiertes Mitglied war er auch im Verein zur Abwehr des Antisemitismus. Er war Mitglied der Berliner Freimaurerloge Zur Treue.

## Schriften
- Die Religion des Geistes, wie der Gebildete denkend zu ihr Stellung nimmt. 1903
- Ehrfurcht und Freiheit. 1910
- Was muß unsere Kirche im gegenwärtigen Kriege lernen? 1916
- Christentum im Spiegel des deutschen Gedankens. 1937